# 吴澄 (自动控制专家)
吴澄（1940年1月14日—），男，浙江桐乡人，中国自动控制专家，中国工程院院士，清华大学自动化系教授。

## 生平
1962年本科毕业于清华大学。1966年研究生毕业于清华大学。
1995年，当选中国工程院院士。